# Парижская Полиглотта
Пари́жская Полигло́тта (фр. Polyglotte de Paris) — 9-томное издание Библии в виде полиглотты на 7 языках, предпринятое в 1628—1645 годах во Франции по инициативе адвоката парижского Парламента Ги Мишеля Леже. Третья из «великих полиглотт», изданных в XVI—XVII веках (после Комплютенской и Антверпенской). Несмотря на высокое полиграфическое качество и тщательную редакторскую работу, Парижская Полиглотта не получила широкого распространения. Из-за разделения разноязычных версий Писания по томам большого формата и веса, Полиглоттой было неудобно пользоваться; отсутствовал научный и справочный аппарат, а также словари и грамматики библейских языков. Продолжительность работы разорила её создателей; значительная часть тиража так и не была реализована. Неудача печатания Парижской Полиглотты привела к созданию Лондонского издания.

## Предыстория
Проект новой Полиглотты, включавшей тексты на восточных языках, был предложен в Риме эпохи Контрреформации, когда католическая церковь искала в древних текстах доказательство легитимности своего положения в христианском мире и монополии на власть. Для борьбы против протестантизма рассматривались проекты объединения под властью Рима восточных церквей; издание Библии на восточных языках рассматривалось как важное богословское и политическое дело. Для подготовки церковнослужителей, владеющих восточными языками, в 1584 году Папа Римский Григорий XIII учредил в Риме Маронитскую коллегию. В том же году Папа повелел приступить к изданию текстов, служащих для «опровержения и развенчания схизматиков и еретиков на Востоке», это было возложено на дом Медичи.
Идея издания базировалась на библейских многоязычных сводах XVI века: Комплютенской и Антверпенской Полиглотте. Первым инициатором Парижского издания был итальянский теолог-востоковед Джамбаттиста Раймонди, который предложил опубликовать Библию на 6 языках восточного христианства — сирийском, арабском, персидском, коптском, эфиопском и церковнославянском. Эти языковые версии следовало подсоединить к формату Антверпенского издания. Проект был поддержан следующим Папой Римским Сикстом V. Однако в дальнейшем внимание Папы было занято образцовым изданием Вульгаты, а после его кончины от многоязычной Библии вовсе отказались.
Дж. Раймонди пытался заинтересовать своим проектом герцога Тосканского Фердинанда в 1593 году, надеясь хотя бы осуществить арабское и сирийское издание для «католизации Востока», но безуспешно. В 1610 году он вновь обнародовал план издания Полиглотты, используя мотивы научного труда: Библия должна быть оснащена словарями и грамматиками. Его поддержал вернувшийся в 1608 году из Стамбула французский посол де Брев, который объехал весь Левант и Северную Африку и был хорошо знаком с восточными христианскими церквями. Де Брев основал в Риме типографию, располагавшую арабским, сирийским и персидскими шрифтами. Он же привлёк к работе двух выпускников маронитской коллегии в Риме, в их числе был Габриэль Сионита. С января 1615 года они переехали в Париж, где де Брев заинтересовал проектом королеву Марию Медичи и объявил о начале печатания Пятикнижия. Однако к 1618 году де Брев оказался в опале, издание восточной Библии перешло в руки маронитов, не имевших в Париже покровителей.

## Издание Парижской Полиглотты
Попытки издания, начатые в 1619 году, провалились из-за споров между маронитскими учёными, кончины нескольких покровителей проекта и истощения средств. Основную текстологическую работу вёл Габриэль Сионита, который за свой счёт в 1625 году опубликовал латино-сирийскую Псалтирь. Только в 1627 году Ги Мишель Леже, интересовавшийся восточными языками и располагавший средствами, обратился к проекту полиглотты, которая была одобрена Папой Урбаном VIII. Техническую сторону дела взял на себя типограф Антуан Витре, который в 1630 году получил звание королевского печатника. Первые пробные страницы были отпечатаны ещё в марте 1628 года, официально издание было утверждено Ассамблеей галльских клириков 24 января 1636 года. Габриэль Сионита отвечал за издание сирийского и арабского текста, впервые в издательской практике полностью снабдив их огласовками. Из-за разнообразных конфликтов и задержек печатание Парижской полиглотты длилось 17 лет и официально завершилось 1 октября 1645 года.
Издание обошлось Леже в 300 000 франков; уже в 1646 году Мазарини пожаловал ему 19 000 ливров, что было совершенно недостаточно для компенсации расходов. Парижская Полиглотта оказалась провальной в финансовом отношении и вызвала критику из-за ошибок. В значительной части она была простым воспроизведением текстов Антверпенской Полиглотты Плантена; практически не проводилось текстологической работы, тексты печатались по случайным рукописям. Построение издания было очень неудобным: тома были большого формата и веса, а для сравнения разных версий текста приходилось обращаться к разным томам. Кроме того, отсутствовал научный аппарат и словари. Провал Парижского издания, несмотря на его высокое полиграфическое качество, вызвал к жизни проект Лондонской Полиглотты.

## Состав издания
Парижская Полиглотта состояла из 9 томов, формата так называемого «имперского фолио» (то есть увеличенного — 500 × 338 мм); том 5 разделён на два полутома. Главным неудобством издания стало то, что библейские книги публиковались не в соответствии с их порядком. Главной целью нового издания стало дополнение Комплютенской и Антверпенской Полиглотт текстами сирийского и арабского переводов, а также Самаритянским Пятикнижием и дополнительными таргумами. Одновременно решались апологетические цели: Парижская Полиглотта должна была наглядно доказывать превосходство Вульгаты. Вместе с тем никакие научные и учебные задачи не решались редакторами Полиглотты, она не имела научного и сравнительного аппарата. Однако её значение для библейской текстологии трудно переоценить: в её составе впервые увидели свет Сирийский Ветхий Завет, Самаритянское Пятикнижие и арабский перевод Библии целиком.
Тома 1—4 включали текст первых пяти томов Антверпенской Полиглотты в том же самом порядке, то есть Ветхий Завет на иврите (слева) и параллельный текст Вульгаты (справа), на правой странице в две колонки — текст Септуагинты (справа) и параллельный латинский перевод (слева). В «подвале» левой страницы печатался текст на арамейском языке (Таргум Ионафана), в «подвале» правой страницы — его латинский перевод.
Новый Завет, вышедший в 1630—1633 годах, составлен из двух полутомов: Четвероевангелие напечатано отдельно по-гречески и по Вульгате (её текст набран курсивом), а также Пешитте с латинским переводом, в «подвале» помещена арабская версия. Второй полутом составляют книги Нового Завета от Деяний Апостолов до Откровения. Сирийский Новый Завет примечателен: изначально в него не входили малые Соборные послания и Апокалипсис, но Габриэль Сионита включил их в текст в собственном переводе; эти вставки потом были воспроизведены и в Лондонской Полиглотте.
Тома 6—9 включали самаритянский, сирийский и арабский переводы Ветхого завета. Они строились следующим образом:
- том 6 — Пятикнижие: слева Пешитта с латинским переводом, справа — арабский перевод с параллельным латинским текстом, в подвале страницы — слева самаритянский таргум, справа — Самаритянское Пятикнижие;
- том 7 — исторические книги Ветхого Завета на сирийском и арабском языке с параллельным латинским переводом;
- том 8 — преимущественно второканонические книги в том же порядке;
- том 9 — пророческие книги от Исаии до Малахии (Книга Даниила только на арабском). Здесь же Маккавейские книги (только в арабском переводе), причём Вторая Маккавейская — не в каноническом варианте[13].

Масоретский текст, таргумы, Септуагинта и Вульгата печатались по Королевской Библии Плантена, латинские параллельные переводы заимствовались оттуда же. Самаритянское Пятикнижие было первоизданием по рукописи XIV века, приобретённой в Дамаске Пьетро делла Валле в 1616 году. Самаритянский таргум печатался по другой рукописи, также привезённой делла Валле. Ветхий Завет Пешитты и арабский Ветхий Завет были опубликованы впервые по рукописям, которые до сих пор сохранились в Национальной библиотеке Франции.
В первом томе было помещено краткое предисловие, написанное Жаном Мореном, из которого следует, что составители Полиглотты считали самаритянский текст старше масоретского, а таргумы предпочитались Танаху из-за их мессианской направленности, которая отличалась от еврейского текста. Составление Ветхого Завета Пешитты возводилось во времена царя Соломона, а Нового Завета — ко временам апостолов. Также редакторы считали, что Книга Иова и Евангелие от Марка первоначально были написаны на сирийском языке, арабский перевод датировался IV веком. Таким образом, они должны были подтверждать непогрешимость и наивысшую точность текста Вульгаты.

## Комментарии

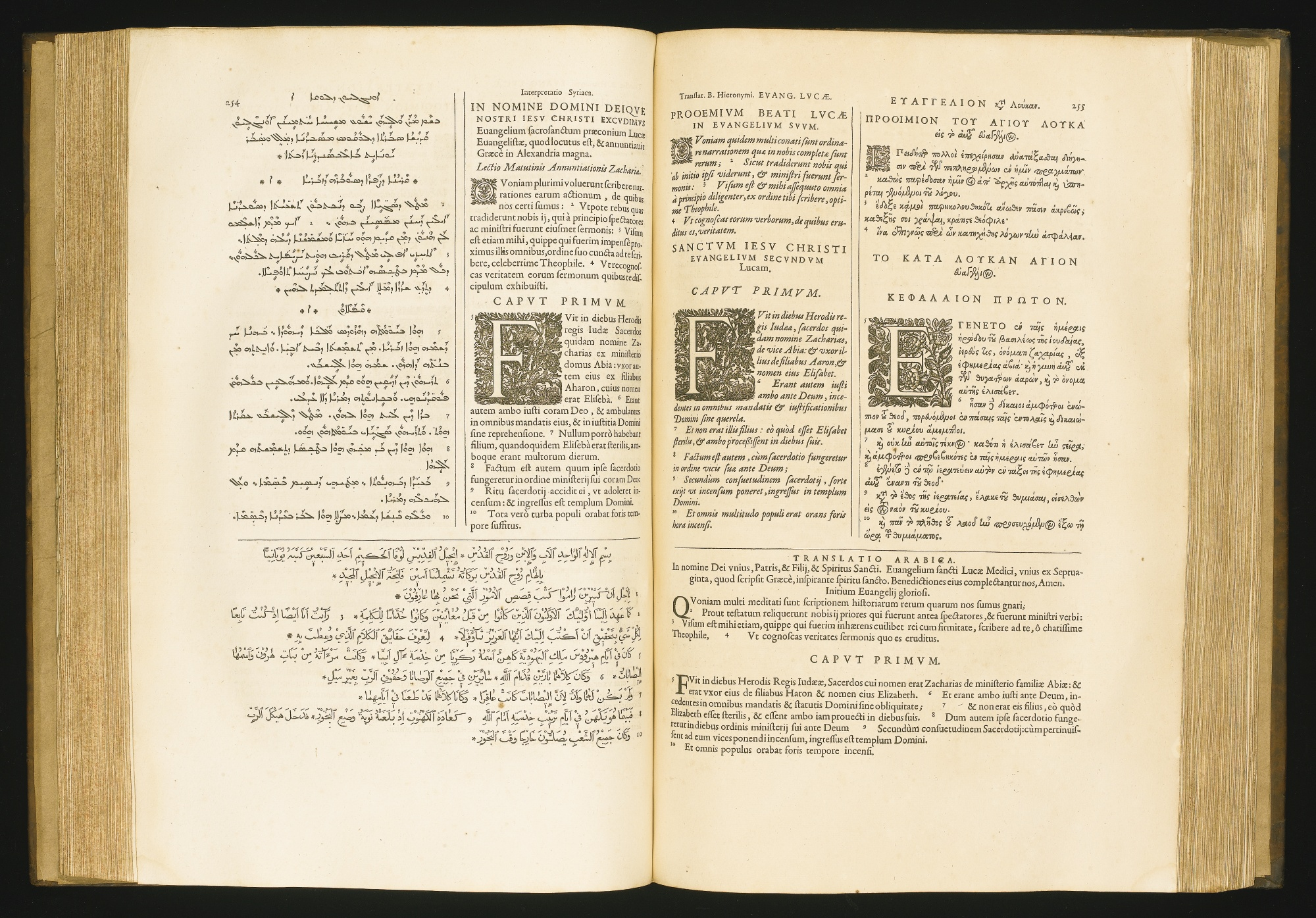
Разворот первой части пятого тома с текстом Евангелия от Луки (глава 1). На левой странице сверху Пешитта с параллельным латинским переводом, внизу — арабский текст; на правой странице вверху — Вульгата и греческий текст, внизу — перевод на латынь арабского Евангелия

1. ↑  Полное название: лат. Biblia hebraïca, samaritana, chaldaïca, græca, syriaca, latina, arabica, quibus textus originales totius Scripturæ Sacræ, quorum pars in editione Complutensi, deinde in Antverpiensi regiis sumptibus exstat, nunc integri ex manuscriptis toto fere orbe quæsitis exemplaribus exhibentur, — «Библия еврейская, самаритянская, халдейская, греческая, сирийская, латинская, арабская, каковые тексты образуют изначальное Священное Писание, часть коих дана в издании Комплютенском, а затем и в королевском Антверпенском представлена, ныне для всемирного употребления добавленные из рукописей»).